# Grand Prix Cycliste de Montréal 2017
Il Grand Prix Cycliste de Montréal 2017, ottava edizione della corsa, valevole come trentaquattresima prova dell'UCI World Tour 2017 categoria 1.UWT, si svolse il 10 settembre 2017 su un percorso di 205,7 km a Montréal, in Canada. La vittoria fu appannaggio dell'italiano Diego Ulissi, che completò il percorso in 5h22'29" alla media di 38,272 km/h precedendo lo spagnolo Jesús Herrada e l'olandese Tom-Jelte Slagter.
Al traguardo di Montréal 101 ciclisti, su 160 partenti, portarono a termine la manifestazione.

## Squadre e corridori partecipanti
Hanno partecipato alla competizione 20 squadre: oltre alle 18 formazioni World Tour, gli organizzatori hanno invitato un team con licenza Professional Continental: Israel Cycling Academy, con l'aggiunta della nazionale canadese.
| N.    | Cod. | Squadra              |
| ----- | ---- | -------------------- |
| 1-8   | BMC  | BMC Racing Team      |
| 11-18 | BOH  | Bora-Hansgrohe       |
| 21-28 | QST  | Quick-Step Floors    |
| 31-38 | SKY  | Team Sky             |
| 41-48 | SUN  | Team Sunweb          |
| 51-58 | ORS  | Orica-Scott          |
| 61-68 | MOV  | Movistar Team        |
| 71-78 | TFS  | Trek-Segafredo       |
| 81-88 | ALM  | AG2R La Mondiale     |
| 91-98 | KAT  | Team Katusha Alpecin |

| N.      | Cod. | Squadra                |
| ------- | ---- | ---------------------- |
| 101-108 | CDT  | Cannondale-Drapac      |
| 111-118 | TLJ  | Team Lotto NL-Jumbo    |
| 121-128 | UAD  | UAE Team Emirates      |
| 131-138 | LTS  | Lotto Soudal           |
| 141-148 | TBM  | Bahrain-Merida         |
| 151-158 | AST  | Astana Pro Team        |
| 161-168 | FDJ  | FDJ                    |
| 171-178 | DDD  | Team Dimension Data    |
| 181-188 | CAN  | Canada                 |
| 191-198 | ICA  | Israel Cycling Academy |

## Ordine d'arrivo (Top 10)
| Pos. | Corridore         | Squadra    | Tempo    |
| ---- | ----------------- | ---------- | -------- |
| 1    | Diego Ulissi      | UAE        | 5h22'29" |
| 2    | Jesús Herrada     | Movistar   | s.t.     |
| 3    | Tom-Jelte Slagter | Cannondale | s.t.     |
| 4    | Jan Bakelants     | AG2R       | s.t.     |
| 5    | Bauke Mollema     | Trek       | a 6"     |
| 6    | Tony Gallopin     | Lotto      | a 11"    |
| 7    | Greg Van Avermaet | BMC        | a 16"    |
| 8    | Michael Matthews  | Sunweb     | s.t.     |
| 9    | Peter Sagan       | Bora       | s.t.     |
| 10   | Sep Vanmarcke     | Cannondale | s.t.     |